# Azizam
Azizam è un singolo del cantante britannico Ed Sheeran, pubblicato il 4 aprile 2025 come primo estratto dal sesto album in studio Play.

## Antefatti e descrizione
La parola «azizam» deriva dalla lingua persiana e si traduce letteralmente in «mio caro» o «mio amato». Il brano presenta influenze di musica persiana e vede la partecipazione di artisti iraniani e indiani suonando strumenti come ghatam, daf, santur, dulcimer e il liuto, oltre che aver registrato le voci di sottofondo del brano. Azizam è stata ispirata dalla moglie di Sheeran e dalla loro storia d'amore. Il cantante ha spiegato il significato della canzone e il suo processo di composizione sulle sue pagine dei social media:

## Accoglienza
Recensendo il brano per The Guardian, Alexis Petridis ha scritto che la canzone a prima vista sembra essere un brano non commerciale, ma «una volta ascoltato il risultato finale, ha più o meno la stessa relazione con la musica persiana che Galway Girl aveva con il canto sean-nós», sottolineando che il «cast mediorientale per una contro-melodia appare durante il ritornello, ma il resto è positivamente anglosassone».

## Video musicale
Il video musicale del brano è stato pubblicato in concomitanza al singolo sul canale YouTube dell'artista. Il video è stato diretto da Liam Pethick e riprende scene tratte dal +–=÷× Tour.
Il secondo video musicale viene reso disponibile il 17 aprile 2025, diretto da Saman Kesh.

## Tracce
7", CD
- Lato A

1. Azizam – 2:42

- Lato B

1. Crashing – 4:11

## Classifiche
| Classifica (2025)   | Posizione massima |
| ------------------- | ----------------- |
| Australia           | 20                |
| Austria             | 12                |
| Belgio (Fiandre)    | 1                 |
| Belgio (Vallonia)   | 3                 |
| Bielorussia         | 5                 |
| Bulgaria            | 1                 |
| Canada              | 12                |
| Danimarca           | 10                |
| Emirati Arabi Uniti | 16                |
| Estonia             | 1                 |
| Francia             | 23                |
| Germania            | 9                 |
| Grecia              | 36                |
| India               | 16                |
| Irlanda             | 13                |
| Islanda             | 18                |
| Italia              | 47                |
| Kazakistan          | 6                 |
| Libano              | 5                 |
| Lituania            | 62                |
| Lussemburgo         | 6                 |
| Moldavia            | 127               |
| Norvegia            | 15                |
| Nuova Zelanda       | 29                |
| Paesi Bassi         | 8                 |
| Polonia             | 20                |
| Portogallo          | 133               |
| Regno Unito         | 3                 |
| Romania             | 4                 |
| Russia              | 6                 |
| Spagna              | 98                |
| Stati Uniti         | 28                |
| Svezia              | 8                 |
| Ucraina             | 32                |